# 高杰 (唐朝)
高杰（9世纪—887年），唐朝末年淮南节度使高骈侄，曾任左金吾卫将军。

## 生平
术士吕用之蛊惑高骈，掌握淮南大权，诛杀淮南诸将。光启三年（887年）四月，左厢都知兵马使毕师铎、淮宁军使郑汉章、高邮镇遏使张雄在高邮起兵讨伐吕用之，直至淮南军部广陵城下。吕用之诈称高骈牒文署庐州刺史杨行密为行军司马，令其入援。毕师铎起兵十三天后，吕用之又率甲士百人在延和阁下入见高骈，高骈大惊，指吕用之无故率军入节度使府是谋反，命左右驱出，于是与吕用之决裂。当夜，召高杰密议军事，次日署为都牢城使，哭泣着勉励他，让他统领自己的亲信五百人。后来，宣歙观察使秦彦派部将秦稠来助毕师铎。毕师铎起兵十九天后，得到广陵罗城西南隅守军响应，毁其城，吕用之率其众千人力战其于三桥北，毕师铎将战败之际，正逢高杰率牢城兵杀出子城，想擒住吕用之交给毕师铎，吕用之的亲兵左镆邪兵也倒戈断吕用之后路，吕用之惧怕，于是开参佐门北逃。
毕师铎入城后，纵兵大掠。高骈署其为节度副使、行军司马，承制加左仆射，郑汉章等也各自迁官有差。毕师铎控制广陵，迁高骈一家于南第，以甲士百人守卫，其实是囚禁他们。又迁于东第。高骈秘密用金子贿赂看守者，毕师铎闻讯增加看守兵力，将其又迎入官署道院，并将高氏子弟甥侄十余人一同幽禁。
五月，杨行密兵到广陵，吕用之率部投奔之。秦彦也来到广陵，自称权知淮南节度事。于是杨、吕与秦、毕交战。秦彦供给高骈的食物很少，也没有柴火，高骈左右没有饭吃，甚至拆了木像和延和阁的栏杆烧火煮皮带吃，甚至互相吃。九月，秦彦、毕师铎因屡次出军都战败，怀疑高骈用厌胜之术，因围城更急，担心高骈党羽内应。妖尼王奉仙对秦彦说：“扬州分野极灾，必有一大人物死才能转喜。”于是秦彦命其将刘匡时、左右陈赏等杀高骈，并将高氏子弟甥侄共七人无论长幼一并杀死，埋在一处，用毡包裹。有的左右奴客越墙逃跑逃入杨行密军。
十月，秦彦、毕师铎出奔，杨行密率军入城，以高骈从孙高愈摄副使，让他主持操办丧事改葬高骈及其族。未行，高愈也去世，后由高骈故吏邝师虔收葬高氏一族。

## 同名人物
乾符三年（876年）七月，朝廷以前岩州刺史高杰为左骁卫将军，充缘海水军都知兵马使，征讨叛将王郢。乾符五年（878年）三月，湖南军乱，都将高杰驱逐观察使崔瑾。
未详以上高杰是否一人。